# Roser de la Reula
Roser de la Reula es el nombre de una variedad cultivar de manzano (Malus domestica) Esta manzana está cultivada en la colección de germoplasma de manzanas del CSIC, también está cultivada en la colección de germoplasma de peral y manzano en la "Finca de Gimenells de la Estación Experimental de Lérida - IRTA". Esta manzana es originaria de la Comunidad autónoma de Cataluña, procedente de un ejemplar localizado el año 2000 en Les Valls d'Aguilar comarca del Alto Urgel, en Lérida.

## Sinónimos
- "Poma Roser de la Reula",[3]
- "Manzana Roser de la Reula".[7]

## Historia
'Roser de la Reula' es una variedad de manzana de Cataluña, está catalogada con el número de accesión M088 en el Banco de germoplasma de peral y manzano de la Universidad de Lérida, que se encuentra integrado en la Red de Colecciones del Programa de Conservación y Utilización de los Recursos Fitogenéticos para la Alimentación y la Agricultura, del Plan Nacional de I+D+I.
'Roser de la Reula' está considerada con otras muchas de las entradas que se han incorporado al Banco de germoplasma en la "Finca de Gimenells de la Estación Experimental de Lérida - IRTA", provienen de ejemplares únicos, en algunos casos, actualmente desaparecidos, lo que ha permitido paliar la erosión genética que se está dando en estas especies frutales.
'Roser de la Reula' es una variedad que se cultiva para su conservación genética, para posibles usos y mejoras en cruces con otras variedades, para incrementar cualidades o intercambiarlas.

## Características
El manzano de la variedad 'Roser de la Reula' tiene un vigor fuerte de tipo ramificado, con porte erguido; ramos con pubescencia fuerte, de un grosor delgado, con longitud de entrenudos largos, número de lenticelas medio, relación longitud/grosor de los entrenudos grande, tipo de ramos fructíferos predominantes Brindillas coronadas; época de inicio de floración media, yema fructífera de forma ovoide-cónica y longitud corta, flor no abierta presenta color del botón floral rosa pálido, flor de tamaño medio, pétalos con posición relativa de los bordes superpuestos, inflorescencia con número medio de flores pocas, de forma plana o ligeramente cupuliforme, sépalos de color predominante verde, sépalos de longitud larga, pétalos de longitud corta, y anchura corta, siendo la relación longitud/anchura de los pétalos más largos que anchos, estilos con longitud en relación con los estambres más largos, estilos con punto de soldadura lejos de la base.
Las hojas tienen un porte horizontal en relación con el ramo, limbo de longitud medio y de anchura medio, con una relación longitud/anchura pequeña, forma del borde ondulada, peciolo con longitud medio, forma del limbo redondeada, aspecto de la superficie del haz medianamente brillante, pubescencia del envés fuerte, plegamiento de la superficie ondulada, tamaño de la punta media, forma de la base redondeada, estípulas con una forma filiformes, y ángulo del peciolo respecto al ramo grande.
La variedad de manzana 'Roser de la Reula' tiene un fruto de tamaño y peso mediano; forma globosa aplanada, relación longitud/anchura muy pequeña, posición de la anchura máxima en el medio, con un marcado en los lados medio; piel con estado ceroso fuerte, pruina de la epidermis débil; con color de fondo amarillo verdoso, importancia del sobre color fuerte, siendo el color del sobre color púrpura, siendo la intensidad del sobre color oscuro, reparto del color en la superficie chapas/rayas, acusando unas lenticelas medianas, y una sensibilidad al "russeting" (pardeamiento áspero superficial que presentan algunas variedades) en las caras laterales ausente o muy débil;
pedúnculo con una longitud largo, y un grosor delgado, anchura de la cavidad peduncular grande, profundidad de la cavidad pedúncular poco media, y con importancia del "russeting" en cavidad peduncular ausente o muy débil; coronamiento por encima del cáliz ausente o muy débil, importancia de los lados de la cavidad calicina es fuerte, anchura de la cav. calicina media, profundidad de la cav. calicina poco profunda, y con importancia del "russeting" en cavidad calicina ausente o muy débil; ojo medio, abierto; sépalos de una longitud larga, con un porte parcialmente extendidos.
Carne de color crema, con un oscurecimiento débil de la carne al corte; textura de dureza media, suavemente jugosa; sabor algo aromático, bueno; corazón con distinción de la línea media; eje abierto; lóculos carpelares completamente abiertos; semillas de longitud mediana, anchas, de color marrón oscuro.
La manzana 'Roser de la Reula' tiene una época de maduración y recolección de fruto tardía, a mediados de otoño. Época de caída de las hojas temprana. Se usa como manzana de mesa fresca, y posible uso como manzana para la elaboración de sidra.

## Calidad de fruto y prueba de cata
- Peso del fruto: Medio
- Calibre del fruto: Grande
- Longitud del fruto: Pequeña
- Índice de almidón: Medio
- Dureza medida de la carne: Medio
- Índice refractométrico (IR): Alto
- Acidez titulable: Media
- Jugosidad de la carne: Seco
- Textura de la carne: Media
- Dureza sensorial de la carne: Media
- Dulzor: Medio
- Acidez: Media
- Intensidad del sabor de la carne: Media
- Sabor: Regular
- Valoración global del fruto:Regular[3]

## Características Agronómicas
- Afinidad del injerto (compatibilidad): Buena
- Facilidad de formación y poda: Alta
- Tipo de fructificación: Tipo III
- Precocidad varietal: Muy precoz
- Vecería: Media
- Productividad: Alta
- Necesidad de aclareo: Alta
- Escalonamiento de la maduración del fruto: largo
- Sensibilidad a la caída en maduración: sin datos
- Aptitud para la conservación del fruto en árbol: sin datos
- Aptitud para la conservación del fruto en almacén o cámara: sin datos
- Sensibilidad al moteado: sin datos
- Sensibilidad al oídio: sin datos
- Sensibilidad a pulgón lanígero: sin datos[3]